# Coste della Sesia
Il Coste della Sesia è una DOC riservata ad alcuni vini la cui produzione è consentita nelle province di Biella e Vercelli.

## Zona di produzione
La zona di produzione comprende l'intero territorio dei seguenti comuni:

Gattinara, Roasio, Lozzolo, Serravalle Sesia in Provincia di Vercelli;
Lessona, Masserano, Brusnengo, Curino, Villa del Bosco, Sostegno, Cossato, Mottalciata, Candelo, Quaregna, Cerreto Castello, Valdengo e Vigliano Biellese in Provincia di Biella.

## Storia
La zona di produzione della doc Coste della Sesia è compresa nel bacino del fiume Sesia, dove la tradizione vitivinicola è antica: la presenza della vite venne già descritta da Plinio il Vecchio. Dal XVIII secolo iniziò un notevole rinnovamento colturale.

## Aspetti pedoclimatici
Le diverse zone del territorio  presentano differenze  climatiche,pedologiche e morfologiche, con terreni ad argille, limi, sabbie, ciottoli di granito e  porfido.

## Tecniche di produzione
I vigneti destinati alla produzione del vino Coste della Sesia devono avere giacitura esclusivamente collinare e altitudine da 200 a 600 metri s.l.m.
Le operazioni di imbottigliamento devono essere effettuate nell'ambito della regione Piemonte.
Per tutti i vini a denominazione di origine controllata “Coste della Sesia” è obbligatoria l'indicazione dell'annata di produzione delle uve.

## Disciplinare
Il Coste della Sesia è stato istituito con DM 14.09.1996 GU  pubblicato sulla Gazzetta Ufficiale n. 227 del 27.09.1996
 Successivamente è stato modificato con 
- DM 17.02.1997  pubblicato sulla Gazzetta Ufficiale n. 61 del 14.03.1997
- DM 04.10.2011 pubblicato sulla Gazzetta Ufficiale n. 244 del 19.10.2011
- La versione in vigore è stata approvata con D.M. 07.03.2014 Pubblicato sul sito ufficiale del Mipaaf<ref> [http://catalogoviti.politicheagricole.it/scheda_della doc Sito ufficiale Mipaaf]</ref>

## Tipologie

### Rosso
| uvaggio                        | Nebbiolo (Spanna) minimo 50%                         |
| colore                         | rubino intenso tendente all'aranciato se invecchiato |
| odore                          | fine, intenso, caratteristico                        |
| sapore                         | asciutto, armonico, tipico                           |
| titolo alcolometrico minimo    | 11,00% vol                                           |
| acidità totale minima          | 4,5 g/l                                              |
| estratto secco minimo          | 19,0 g/l.                                            |
| resa massima di uva per ettaro | 100 q.                                               |
| resa massima di uva in vino    | 70 %                                                 |

#### Abbinamenti consigliati
Secondi di carne rossa stufata o brasata, formaggi stagionati (Tome, Grana), salam dla doja.Primi piatti a base di riso: risotti ai vini rossi e cacciagione, paniscia.

### Rosato
| uvaggio                        | Nebbiolo (Spanna) minimo 50%          |
| colore                         | rosa più o meno intenso               |
| odore                          | delicato con fragranza caratteristica |
| sapore                         | asciutto, armonico                    |
| titolo alcolometrico minimo    | 11,00% vol                            |
| acidità totale minima          | 4,5 g/l                               |
| estratto secco minimo          | 16,0 g/l.                             |
| resa massima di uva per ettaro | 100 q.                                |
| resa massima di uva in vino    | 70 %                                  |

### Bianco
| uvaggio                        | Erbaluce 100%                        |
| colore                         | giallo paglierino più o meno intenso |
| odore                          | caratteristico, fine, intenso        |
| sapore                         | secco, armonico, caratteristico      |
| titolo alcolometrico minimo    | 11,00% vol                           |
| acidità totale minima          | 4,5 g/l                              |
| estratto secco minimo          | 16,0 g/l.                            |
| resa massima di uva per ettaro | 100 q.                               |
| resa massima di uva in vino    | 70 %                                 |

### Nebbiolo o Spanna

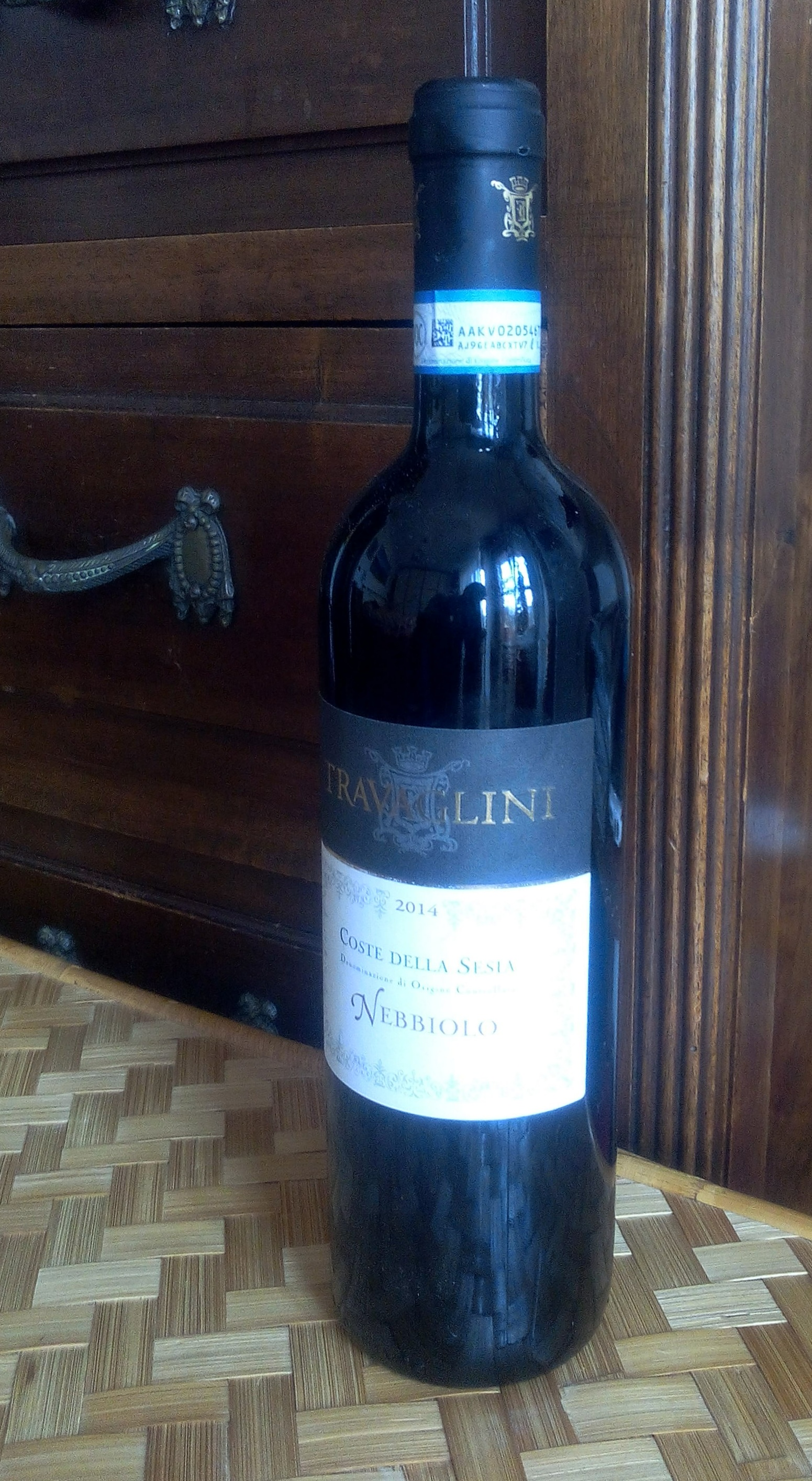
Una bottiglia annata 2014

È consentita la menzione vigna, purché i vigneti abbiano un’età di almeno  3 anni e titolo alcolometrico minimo 12,00% 
| uvaggio                        | Nebbiolo (Spanna) minimo 85%                        |
| colore                         | rosso granato tendente all'aranciato se invecchiato |
| odore                          | intenso, caratteristico                             |
| sapore                         | secco, di corpo, caratteristico                     |
| titolo alcolometrico minimo    | 11,50% vol                                          |
| acidità totale minima          | 4,5 g/l                                             |
| estratto secco minimo          | 20,0 g/l.                                           |
| resa massima di uva per ettaro | 90 q.                                               |
| resa massima di uva in vino    | 70 %                                                |

### Croatina
È consentita la menzione vigna, purché i vigneti abbiano un’età di almeno  3 anni e titolo alcolometrico minimo 11,50% 
| uvaggio                        | Croatina minimo 85%          |
| colore                         | rosso più o meno intenso     |
| odore                          | caratteristico, intenso      |
| sapore                         | secco, equilibrato, di corpo |
| titolo alcolometrico minimo    | 11,00% vol                   |
| acidità totale minima          | 4,5 g/l                      |
| estratto secco minimo          | 19,0 g/l.                    |
| resa massima di uva per ettaro | 100 q.                       |
| resa massima di uva in vino    | 70 %                         |

### Vespolina
È consentita la menzione vigna, purché i vigneti abbiano un’età di almeno  3 anni e titolo alcolometrico minimo 11,50% 
| uvaggio                        | Vespolina minimo 85%             |
| colore                         | rosso intenso                    |
| odore                          | caratteristico, intenso          |
| sapore                         | secco, armonico, talvolta vivace |
| titolo alcolometrico minimo    | 11,00% vol                       |
| acidità totale minima          | 4,5 g/l                          |
| estratto secco minimo          | 19,0 g/l.                        |
| resa massima di uva per ettaro | 100 q.                           |
| resa massima di uva in vino    | 70 %                             |